# 圭哈尔谢拉
圭哈尔谢拉（西班牙語：Güéjar Sierra）是西班牙安达卢西亚自治区格拉纳达省的一个市镇。总面积239平方公里， 2001年普查人口總數為2818人，人口密度為每平方公里12人。